# 薛真度
薛真度（？—？），河东郡汾阴县（今山西省运城市万荣县）人，出自河东薛氏南祖，刘宋、北魏官员。

## 生平
薛真度是薛安都共曾祖的堂弟，太平真君七年（446年），薛真度和薛安都一起投奔刘宋。景和元年（465年），薛安都出任徐州刺史，薛真度出任长史，很有军事才干，是薛安都的得力助手。皇兴元年（467年），薛真度和薛安都一起归附北魏，得到北魏的上客待遇。太和初年，薛真度获赐爵河北侯，加安远将军，外任镇远将军、平州刺史，署理阳平公。太和十六年（492年），薛真度降侯为伯，加号冠军将军，跟随魏孝文帝南征，署理平南将军，很久之后，薛真度出任护南蛮校尉、平南将军、荆州刺史。
太和十八年十一月，南齐雍州刺史曹虎占据襄阳向北魏投降，十二月辛丑朔（495年1月12日），魏孝文帝派遣代理征南将军薛真度指挥四个将军从襄阳出兵，大将军刘昶从义阳出兵，徐州刺史元衍从钟离出兵，平南将军刘藻从南郑出兵，薛真度无功而回。之后薛真度和尚书郗祁阿婆征讨赭阳，筑造营垒开沟渠，被刘宋南阳郡太守房伯玉、新野郡太守刘思忌击败，有关部门上奏请求免除薛真度的官职和爵位。魏孝文帝诏令说：“薛真度的罪行，诚如所奏报。但近年薛真度与薛安都在彭城归附，开辟徐宋地区，对外抗击沈攸之、萧道成的军队，对内安定边境上的乌合之众，淮海地区归附，薛真度可以说很有功劳。谈论这功绩，值得赞扬嘉奖，他在赭阳失败一百次又怎可以计较。他应该与众将有别，以观后效。可归还薛真度首功的爵位，另外任命为荆州刺史，其余称号削除，进足可以表彰忠诚，退可以明示所失。”薛真度很快出任假节、署理冠军将军、东荆州刺史。
当初，北魏迁都洛阳后，薛真度经常向魏孝文帝献计，劝说魏孝文帝先取樊、邓，后攻南阳，因为得到魏孝文帝的赏识，薛真度获赐一百匹布帛，又加持节，正式出任冠军将军，改封临晋县开国公，食邑三百户。魏孝文帝诏令说：“献忠尽心，是人臣的美德；扬善赏功，是君主美好的风范。因此一言可以兴邦，片辞可以丧国，能不远记以前的谋略，以褒奖那善行。薛真度自从迁都后，经常在战场，沔水以北的计策，经常参与谋划，知无不言，被采纳很多。等到大军南征，朕想越过敌人占据新野，官员们都反对，只有薛真度与朕同心。抚慰蛮夷，他确实有功劳成绩，可以增加食邑二百户。”薛真度又转任征虏将军、豫州刺史。
景明元年（500年），豫州遭遇大饥荒，薛真度上表说：“去年豫州没有收成，百姓闹饥荒的有十分之五，今年又有三尺的灾雪，百姓饥饿，没有粮食救济。臣每天另出州中仓米五十斛做成米粥，救济那些最穷困的人。”魏宣武帝诏令说：“薛真度所上表文，很有忧虑拯救百姓的心意，应该赈济。陈郡储存的粮食虽然不多，还可以分用，尚书商议赈灾方法上报。”
景明元年（500年），南齐豫州刺史裴叔业献出寿春归附北魏，魏宣武帝诏令薛真度率领部众前往接应。不久薛真度升任华州刺史，征虏将军如故。没多久，薛真度转任荆州刺史，仍为征虏将军，又回朝出任大司农卿。正始初年，薛真度出任平南将军、扬州刺史，因为年老，朝廷听任薛真度的庶长子薛怀吉以原本的官职跟随薛真度前往扬州。正始二年（505年）六月，南梁豫州刺史王超宗率领部众围困逼迫小岘，薛真度派遣兼任统军李叔仁等人率领步兵骑兵进攻，王超宗率兵迎战，六月丁卯（505年8月13日），李叔仁将他击败，俘虏斩首三千人。薛真度回朝后出任金紫光禄大夫，加散骑常侍，又改封敷西县公。永平年间，薛真度去世，虚岁七十四，朝廷赐给布帛四百匹、朝服一套，赠予征西将军、并雍二州刺史、左光禄大夫、散骑常侍如故，谥号庄，薛真度有儿子十二人。
薛真度儿子很多，不是一个母亲所生，同母的儿子们相亲，因此各有爱憎。东魏兴和年间，薛真度的儿子们引发诉讼，说是用毒药互相毒害，家丑暴露在公府，张扬隐私仇隙，当时的人认为可耻。

## 其他
先前薛真度有歌舞女伎数十人，每次与宾客集会，就命令歌舞女伎演奏丝竹歌舞，不停地在面前表演，极尽声色之乐。薛怀吉为父亲守丧过周年后，把歌舞女伎十多人以及乐器奉献给魏宣武帝元恪，魏宣武帝接纳了。

## 墓地
薛真度妻孙氏墓志于2009年夏出土于山西万荣县裴庄镇孙石村古墓葬内，该墓志明言此墓为薛真度与妻孙氏合葬墓，也就此确定了薛真度墓的具体位置，其东南距薛怀吉墓约15公里。

## 家庭

### 祖父
- 薛焕，右光禄大夫、汾阴侯[22]</ref>

### 父亲
- 薛弘敞，秦州刺史、安邑侯[22]

### 兄弟
- 薛某，西魏安东将军、中书侍郎、阳夏县伯薛憕的祖父

### 夫人
- 孙罗徽，刘宋东中郡太守、江州刺史孙珍宝之女，生薛怀直、薛怀文、薛怀朴，薛怀式、薛怀及、薛怀远，虚岁六十九时在都乡永休里去世，建义元年八月丙戌朔廿三日戊申（528年9月22日）与薛真度合葬于司州河东郡汾城以北，墓志于2009年夏出土于山西省万荣县裴庄乡孙石村[23]

### 子女
- 薛怀吉，庶长子，北魏后将军、汾州刺史
- 薛怀彻，嫡子，北魏车骑将军、左光禄大夫、敷西县公
- 薛怀直，北魏京兆內史、卫大将军、左光禄大夫[23]
- 薛怀文[23]
- 薛怀朴，北魏左将军、太中大夫、平西将军、伐蜀都督、襄陵男[23]
- 薛怀式，北魏直阁将军、左将军、阳平郡太守、汾阴男[23]
- 薛怀及，北魏奉朝请、宁远将军[23]
- 薛怀远，北魏镇远将军、奉车都尉[23]
- 薛怀景，北魏征南将军、河东郡太守、安定男
- 薛怀儁，北魏使持节、散骑常侍、都督益州诸军事、益州刺史、汾阴男